# اشتارنبرگ
شهر اشتارنبرگ (به آلمانی: Starnberg) در ایالت بایرن در کشور آلمان واقع شده‌است.